# Quillajaextrakt
Quillajaextrakt ist ein Pflanzenextrakt, der aus dem chilenischen Seifenrindenbaum (Quillaja saponaria) gewonnen wird. Er ist in Europa als Lebensmittelzusatzstoff E 999 in alkoholfreien Getränken sowie Apfelwein und Birnenwein mit 200 mg/kg Höchstmengen-beschränkt zugelassen. Die erlaubte Tagesdosis liegt bei 5 mg/kg Körpergewicht. Der Extrakt enthält Schaum bildende Saponine. Aufgrund des bitteren Geschmacks sind die Einsatzmöglichkeiten begrenzt.